# شادويل (محطة مترو أنفاق لندن)
شادويل (بالإنجليزية: Shadwell)‏ هي إحدى محطات مترو أنفاق لندن. تقع على خط شرق لندن وقطار دوكلاندز الخفيف (فرع بانك) أفتتحت في المنطقة (Zone) رقم 2 أفتتحت في 10 أبريل 1876، 1 أكتوبر 1884، 31 أغسطس 1987.